# Llista de monuments de Manacor
Llista de monuments de Manacor catalogats pel consell insular de Mallorca com a Béns d'Interès Cultural en la categoria de monuments pel seu interès històric, artístic, arquitectònic, arqueològic, històric-industrial, etnològic, social, científic o tècnic.
| Monument                                                           | Tipus                | Localització                                          | Coordenades                                          | Codi?         | Imatge |
| ------------------------------------------------------------------ | -------------------- | ----------------------------------------------------- | ---------------------------------------------------- | ------------- | --- |
| Església i convent de Sant Vicenç Ferrer                           | Edif. religiosos     | Manacor Carrer del Convent                            | 39° 34′ 09″ N, 3° 12′ 26″ E / 39.569249°N,3.207361°E | RI-51-0011597 | Església i convent de Sant Vicenç Ferrer (Manacor) · Vegeu més fotos d'aquest monument · Carregueu una nova foto d'aquest monument                |
| Claustre de Sant Vicenç Ferrer i façana de l'Ajuntament            | Edif. religiosos     | Manacor Carrer del Convent                            | 39° 34′ 09″ N, 3° 12′ 25″ E / 39.569257°N,3.206967°E | RI-51-0000162 | Claustre de Sant Vicenç Ferrer i façana de l'Ajuntament (Manacor) · Vegeu més fotos d'aquest monument · Carregueu una nova foto d'aquest monument |
| Torre de ses Puntes                                                | Arq. defensiva       | Manacor C. Menorca, 10                                | 39° 33′ 58″ N, 3° 12′ 19″ E / 39.566125°N,3.205245°E | RI-51-0000315 | Torre de ses Puntes (Manacor) · Vegeu més fotos d'aquest monument · Carregueu una nova foto d'aquest monument                                     |
| Torre del Palau                                                    | Arq. defensiva       | Manacor Carrer d'en Bosch, 6                          | 39° 34′ 10″ N, 3° 12′ 39″ E / 39.569387°N,3.210711°E | RI-51-0001203 | Torre del Palau (Manacor) · Vegeu més fotos d'aquest monument · Carregueu una nova foto d'aquest monument                                         |
| Torre de Cala Manacor                                              | Arq. defensiva       | Manacor Avinguda d'en Joan Servera Camps, Portocristo | 39° 32′ 00″ N, 3° 20′ 13″ E / 39.533363°N,3.337022°E | RI-51-0008460 | Torre de Cala Manacor · Vegeu més fotos d'aquest monument · Carregueu una nova foto d'aquest monument                                             |
| Mandia                                                             | Arq. defensiva       | Manacor                                               | 39° 33′ 30″ N, 3° 15′ 22″ E / 39.55825°N,3.256209°E  | RI-51-0008461 | Carregueu una nova foto d'aquest monument |
| Sant Josep, o Son Josep Vell                                       | Arq. defensiva       | Manacor                                               | 39° 30′ 25″ N, 3° 16′ 10″ E / 39.506992°N,3.269344°E | RI-51-0008462 | Carregueu una nova foto d'aquest monument |
| Son Mas de la Marina                                               | Arq. defensiva       | Manacor Camí de Son Mas de la Marina                  | 39° 31′ 40″ N, 3° 16′ 46″ E / 39.527835°N,3.279537°E | RI-51-0008463 | Carregueu una nova foto d'aquest monument |
| Torre dels Enagistes                                               | Arq. defensiva       | Manacor Carretera Ma-4015                             | 39° 33′ 29″ N, 3° 13′ 05″ E / 39.558033°N,3.21799°E  | RI-51-0008464 | Torre dels Enagistes (Manacor) · Vegeu més fotos d'aquest monument · Carregueu una nova foto d'aquest monument                                    |
| Sa Carrotja                                                        | Arq. defensiva       | Manacor                                               | 39° 33′ 42″ N, 3° 18′ 56″ E / 39.561663°N,3.31569°E  | RI-51-0008466 | Carregueu una nova foto d'aquest monument |
| Son Moro                                                           | Arq. defensiva       | Manacor                                               | 39° 32′ 07″ N, 3° 17′ 22″ E / 39.535342°N,3.289407°E | RI-51-0008467 | Carregueu una nova foto d'aquest monument |
| Rafal Pudent                                                       | Arq. defensiva       | Manacor Camí de Son Mas de la Marina                  | 39° 32′ 00″ N, 3° 16′ 10″ E / 39.533267°N,3.269577°E | RI-51-0008469 | Carregueu una nova foto d'aquest monument |
| Ses Talaioles                                                      | Arq. defensiva       | Manacor                                               | 39° 32′ 40″ N, 3° 17′ 13″ E / 39.544338°N,3.286829°E | RI-51-0008470 | Carregueu una nova foto d'aquest monument |
| Son Forteza                                                        | Arq. defensiva       | Manacor                                               | 39° 30′ 33″ N, 3° 16′ 31″ E / 39.50919°N,3.275328°E  | RI-51-0008471 | Son Forteza (Manacor) · Vegeu més fotos d'aquest monument · Carregueu una nova foto d'aquest monument                                             |
| Creu de l'Abeurador                                                | Creus de terme       | Manacor Museu Arqueològic de Manacor                  |                                                      | RI-51-0010317 | Carregueu una nova foto d'aquest monument |
| Creu del camí de Ciutat                                            | Creus de terme       | Manacor Museu Arqueològic de Manacor                  |                                                      | RI-51-0010318 | Carregueu una nova foto d'aquest monument |
| Antiga Creu de Fartàritx                                           | Creus de terme       | Manacor Museu Arqueològic de Manacor                  | 39° 33′ 29″ N, 3° 13′ 04″ E / 39.558005°N,3.217777°E | RI-51-0010319 | Carregueu una nova foto d'aquest monument |
| Creu de Fartàritx                                                  | Creus de terme       | Manacor C. de sa Creu - c. Colon                      | 39° 33′ 56″ N, 3° 12′ 41″ E / 39.565678°N,3.211316°E | RI-51-0010320 | Creu de Fartàritx (Manacor) · Vegeu més fotos d'aquest monument · Carregueu una nova foto d'aquest monument                                       |
| Creu de Mossèn Marc Riera                                          | Creus de terme       | Manacor Pl. Convent                                   | 39° 34′ 09″ N, 3° 12′ 26″ E / 39.569208°N,3.207326°E | RI-51-0010321 | Creu de Mossèn Marc Riera (Manacor) · Vegeu més fotos d'aquest monument · Carregueu una nova foto d'aquest monument                               |
| Creu de Mossèn Baltasar Pinya                                      | Creus de terme       | Manacor Carretera de Son Serra                        | 39° 34′ 37″ N, 3° 12′ 26″ E / 39.576905°N,3.207165°E | RI-51-0010322 | Creu de Mossèn Baltasar Pinya (Manacor) · Carregueu una nova foto d'aquest monument                                                               |
| Conjunt històric de Manacor                                        | Conjunt urbà         | Manacor C. Ca n'Olesa i pl. Constitució               | 39° 34′ 03″ N, 3° 12′ 36″ E / 39.567547°N,3.210127°E | RI-53-0000308 | Conjunt històric de Manacor · Vegeu més fotos d'aquest monument · Carregueu una nova foto d'aquest monument                                       |
| Son Peretó                                                         | Monument arqueològic | Manacor                                               | 39° 35′ 47″ N, 3° 15′ 53″ E / 39.596368°N,3.264698°E | RI-51-0000413 | Son Peretó (Manacor) · Vegeu més fotos d'aquest monument · Carregueu una nova foto d'aquest monument                                              |
| Ca n'Abellanet / sa Carrotja                                       | Monument arqueològic | Manacor Portocristo                                   | 39° 32′ 24″ N, 3° 20′ 19″ E / 39.539909°N,3.338541°E | RI-51-0000414 | Ca n'Abellanet / sa Carrotja (Manacor) · Carregueu una nova foto d'aquest monument                                                                |
| Sa Gruta / Ca l'Amo en Martí                                       | Monument arqueològic | Manacor                                               | 39° 33′ 40″ N, 3° 21′ 08″ E / 39.560995°N,3.352219°E | RI-51-0001180 | Sa Gruta / Ca l'Amo en Martí (Manacor) · Carregueu una nova foto d'aquest monument                                                                |
| Talaiot d'Hospitalet                                               | Monument arqueològic | Manacor                                               |                                                      | RI-51-0001181 | Carregueu una nova foto d'aquest monument |
| Coves artificials Dos en Bellver                                   | Monument arqueològic | Manacor                                               |                                                      | RI-51-0001183 | Carregueu una nova foto d'aquest monument |
| Cova artificial de ses Coves                                       | Monument arqueològic | Manacor                                               |                                                      | RI-51-0001184 | Carregueu una nova foto d'aquest monument |
| Coves de s'Homonet / Son Ribot                                     | Monument arqueològic | Manacor                                               | 39° 37′ 10″ N, 3° 14′ 47″ E / 39.619420°N,3.246482°E | RI-51-0001187 | Carregueu una nova foto d'aquest monument |
| Cova des Moro / Son Mesquida                                       | Monument arqueològic | Manacor                                               | 39° 38′ 47″ N, 3° 14′ 20″ E / 39.646440°N,3.239002°E | RI-51-0001188 | Carregueu una nova foto d'aquest monument |
| Cova des Rafal / Cas Senyoret                                      | Monument arqueològic | Manacor                                               |                                                      | RI-51-0001189 | Carregueu una nova foto d'aquest monument |
| Es Mitjà de ses Beies / sa Sínia Nova                              | Monument arqueològic | Manacor                                               | 39° 37′ 09″ N, 3° 12′ 50″ E / 39.61912°N,3.21393°E   | RI-51-0001191 | Carregueu una nova foto d'aquest monument |
| Es Barranc / sa Sínia Vella                                        | Monument arqueològic | Manacor                                               | 39° 37′ 21″ N, 3° 12′ 42″ E / 39.622607°N,3.211540°E | RI-51-0001192 | Carregueu una nova foto d'aquest monument |
| Cova d'Albocàsser / Ca na Putxa                                    | Monument arqueològic | Manacor                                               |                                                      | RI-51-0002310 | Carregueu una nova foto d'aquest monument |
| Talaiot d'Albocàsser / ses Trenta                                  | Monument arqueològic | Manacor                                               |                                                      | RI-51-0002311 | Carregueu una nova foto d'aquest monument |
| Conjunt prehistòric de Bellver Pobre / sa Pleta                    | Monument arqueològic | Manacor                                               | 39° 37′ 46″ N, 3° 14′ 02″ E / 39.629395°N,3.233939°E | RI-51-0002312 | Carregueu una nova foto d'aquest monument |
| Es Bosquets / Bellver Ric                                          | Monument arqueològic | Manacor                                               | 39° 37′ 11″ N, 3° 14′ 24″ E / 39.619848°N,3.240087°E | RI-51-0002313 | Carregueu una nova foto d'aquest monument |
| Es Boc Vell                                                        | Monument arqueològic | Manacor                                               | 39° 31′ 34″ N, 3° 11′ 38″ E / 39.526244°N,3.193795°E | RI-51-0002316 | Carregueu una nova foto d'aquest monument |
| Cova de Cala Falcó / Cova des Moro                                 | Monument arqueològic | Manacor                                               |                                                      | RI-51-0002317 | Carregueu una nova foto d'aquest monument |
| Can Caramany Nou                                                   | Monument arqueològic | Manacor                                               | 39° 38′ 29″ N, 3° 13′ 41″ E / 39.641317°N,3.227925°E | RI-51-0002320 | Carregueu una nova foto d'aquest monument |
| Necròpolis de Can Forn                                             | Monument arqueològic | Manacor                                               |                                                      | RI-51-0002321 | Carregueu una nova foto d'aquest monument |
| Sa Ferradura / sa Carrotja des Mitjà de Mar                        | Monument arqueològic | Manacor Portocristo                                   | 39° 32′ 41″ N, 3° 21′ 01″ E / 39.544781°N,3.350391°E | RI-51-0002324 | Sa Ferradura / sa Carrotja des Mitjà de Mar (Manacor) · Carregueu una nova foto d'aquest monument                                                 |
| Cova de ses Cases Noves                                            | Monument arqueològic | Manacor                                               |                                                      | RI-51-0002325 | Carregueu una nova foto d'aquest monument |
| Cova des Bosc / Cas Serverí                                        | Monument arqueològic | Manacor                                               | 39° 38′ 15″ N, 3° 12′ 55″ E / 39.637467°N,3.215209°E | RI-51-0002326 | Carregueu una nova foto d'aquest monument |
| Sa Cova Vella                                                      | Monument arqueològic | Manacor                                               | 39° 37′ 00″ N, 3° 11′ 18″ E / 39.616790°N,3.188466°E | RI-51-0002327 | Carregueu una nova foto d'aquest monument |
| Cova de ses Coves / es Morro                                       | Monument arqueològic | Manacor                                               |                                                      | RI-51-0002328 | Carregueu una nova foto d'aquest monument |
| Coves des Drac / Son Moro                                          | Monument arqueològic | Manacor                                               | 39° 31′ 59″ N, 3° 19′ 52″ E / 39.533124°N,3.331133°E | RI-51-0002329 | Coves des Drac / Son Moro (Manacor) · Vegeu més fotos d'aquest monument · Carregueu una nova foto d'aquest monument                               |
| Sa Casa Nova / s'Espinagar                                         | Monument arqueològic | Manacor                                               | 39° 28′ 54″ N, 3° 15′ 13″ E / 39.481599°N,3.253565°E | RI-51-0002330 | Carregueu una nova foto d'aquest monument |
| Es Fangar / es Picot                                               | Monument arqueològic | Manacor                                               | 39° 29′ 17″ N, 3° 13′ 39″ E / 39.488140°N,3.227528°E | RI-51-0002331 | Carregueu una nova foto d'aquest monument |
| Talaiot des Fangar / es Picotó                                     | Monument arqueològic | Manacor                                               |                                                      | RI-51-0002332 | Carregueu una nova foto d'aquest monument |
| Talaiot des Fangar / sa Mola                                       | Monument arqueològic | Manacor                                               | 39° 29′ 08″ N, 3° 13′ 47″ E / 39.485687°N,3.229736°E | RI-51-0002333 | Carregueu una nova foto d'aquest monument |
| Restes prehistòriques de sa Gruta Vella / Can Barretó              | Monument arqueològic | Manacor                                               |                                                      | RI-51-0002335 | Carregueu una nova foto d'aquest monument |
| Poblat murat de s'Hospitalet Vell / es Velar                       | Monument arqueològic | Manacor                                               | 39° 28′ 55″ N, 3° 15′ 42″ E / 39.482016°N,3.261700°E | RI-51-0002336 | Poblat murat de s'Hospitalet Vell / es Velar (Manacor) · Vegeu més fotos d'aquest monument · Carregueu una nova foto d'aquest monument            |
| Es Talaiot / Justaní                                               | Monument arqueològic | Manacor                                               | 39° 32′ 41″ N, 3° 09′ 32″ E / 39.544750°N,3.158931°E | RI-51-0002337 | Carregueu una nova foto d'aquest monument |
| Sa Marineta / Can Barceló                                          | Monument arqueològic | Manacor                                               | 39° 34′ 06″ N, 3° 18′ 05″ E / 39.568355°N,3.301264°E | RI-51-0002339 | Carregueu una nova foto d'aquest monument |
| Cas Canonge / sa Marineta                                          | Monument arqueològic | Manacor                                               | 39° 34′ 02″ N, 3° 17′ 57″ E / 39.567090°N,3.299279°E | RI-51-0002340 | Carregueu una nova foto d'aquest monument |
| Cas Petrer / sa Marineta                                           | Monument arqueològic | Manacor                                               | 39° 34′ 09″ N, 3° 17′ 54″ E / 39.569255°N,3.298462°E | RI-51-0002341 | Carregueu una nova foto d'aquest monument |
| Es Castellot / sa Marineta                                         | Monument arqueològic | Manacor                                               | 39° 34′ 16″ N, 3° 18′ 00″ E / 39.571053°N,3.299878°E | RI-51-0002342 | Carregueu una nova foto d'aquest monument |
| Sa Marineta / Son Naveta                                           | Monument arqueològic | Manacor                                               | 39° 33′ 58″ N, 3° 18′ 02″ E / 39.566096°N,3.300439°E | RI-51-0002343 | Carregueu una nova foto d'aquest monument |
| Es Fossar des Moros / es Morro                                     | Monument arqueològic | Manacor                                               | 39° 37′ 15″ N, 3° 10′ 43″ E / 39.620860°N,3.178691°E | RI-51-0002344 | Carregueu una nova foto d'aquest monument |
| Poblat talaiòtic de sa Murtera Nova / sa Murtereta / ses Pletes    | Monument arqueològic | Manacor                                               | 39° 37′ 00″ N, 3° 14′ 01″ E / 39.616717°N,3.233669°E | RI-51-0002345 | Carregueu una nova foto d'aquest monument |
| Conjunt prehistòric de sa Plana Nova / Sementer des Claper de Moro | Monument arqueològic | Manacor                                               |                                                      | RI-51-0002346 | Carregueu una nova foto d'aquest monument |
| Habitacions prehistòriques de sa Plana Nova / Sementer d'Enmig     | Monument arqueològic | Manacor                                               |                                                      | RI-51-0002347 | Carregueu una nova foto d'aquest monument |
| Necròpolis des Rafal Cagolles                                      | Monument arqueològic | Manacor                                               | 39° 35′ 20″ N, 3° 15′ 48″ E / 39.588966°N,3.263266°E | RI-51-0002348 | Carregueu una nova foto d'aquest monument |
| Cova es Rafal Roig / s'Ametlerar                                   | Monument arqueològic | Manacor                                               |                                                      | RI-51-0002349 | Carregueu una nova foto d'aquest monument |
| Cova es Rafal Roig / sa Pleta                                      | Monument arqueològic | Manacor                                               |                                                      | RI-51-0002350 | Carregueu una nova foto d'aquest monument |
| Can Negre / Rafal de Son Macià                                     | Monument arqueològic | Manacor                                               | 39° 30′ 03″ N, 3° 15′ 01″ E / 39.500879°N,3.250378°E | RI-51-0002351 | Carregueu una nova foto d'aquest monument |
| Es Rafalet Drac                                                    | Monument arqueològic | Manacor                                               | 39° 38′ 15″ N, 3° 10′ 59″ E / 39.637522°N,3.183045°E | RI-51-0002353 | Carregueu una nova foto d'aquest monument |
| Talaiot de Rafalet d'en Sitges                                     | Monument arqueològic | Manacor                                               |                                                      | RI-51-0002354 | Carregueu una nova foto d'aquest monument |
| Talaiot des Rafalet Vell                                           | Monument arqueològic | Manacor                                               | 39° 36′ 05″ N, 3° 10′ 23″ E / 39.601389°N,3.173045°E | RI-51-0002355 | Talaiot des Rafalet Vell (Manacor) · Vegeu més fotos d'aquest monument · Carregueu una nova foto d'aquest monument                                |
| Es Clapers / Rotana                                                | Monument arqueològic | Manacor                                               | 39° 36′ 12″ N, 3° 11′ 01″ E / 39.603282°N,3.183526°E | RI-51-0002356 | Carregueu una nova foto d'aquest monument |
| Talaiot de Rotana / sa Marina                                      | Monument arqueològic | Manacor                                               |                                                      | RI-51-0002357 | Carregueu una nova foto d'aquest monument |
| S'Hostal de ses Figueres / Santa Cirga                             | Monument arqueològic | Manacor                                               | 39° 33′ 57″ N, 3° 15′ 39″ E / 39.565741°N,3.260844°E | RI-51-0002359 | Carregueu una nova foto d'aquest monument |
| Sa Cova des Castellet / Santa Llúcia                               | Monument arqueològic | Manacor                                               | 39° 32′ 13″ N, 3° 12′ 59″ E / 39.536999°N,3.216295°E | RI-51-0002361 | Carregueu una nova foto d'aquest monument |
| Sa Sínia Nova / Clova des Castell                                  | Monument arqueològic | Manacor                                               | 39° 37′ 15″ N, 3° 13′ 00″ E / 39.620795°N,3.216789°E | RI-51-0002362 | Carregueu una nova foto d'aquest monument |
| Son Amengual                                                       | Monument arqueològic | Manacor                                               | 39° 32′ 04″ N, 3° 11′ 42″ E / 39.534342°N,3.194981°E | RI-51-0002365 | Carregueu una nova foto d'aquest monument |
| Can Faldares / Son Artigues                                        | Monument arqueològic | Manacor                                               | 39° 31′ 44″ N, 3° 10′ 18″ E / 39.528964°N,3.171706°E | RI-51-0002366 | Carregueu una nova foto d'aquest monument |
| Es Puig de sa Figuera / Son Banús Nou                              | Monument arqueològic | Manacor                                               | 39° 31′ 00″ N, 3° 11′ 19″ E / 39.516773°N,3.188533°E | RI-51-0002367 | Carregueu una nova foto d'aquest monument |
| Cova de Son Ceiart                                                 | Monument arqueològic | Manacor                                               |                                                      | RI-51-0002368 | Carregueu una nova foto d'aquest monument |
| Son Cladera                                                        | Monument arqueològic | Manacor                                               | 39° 31′ 12″ N, 3° 12′ 34″ E / 39.519891°N,3.209483°E | RI-51-0002369 | Carregueu una nova foto d'aquest monument |
| Conjunt prehistòric de Son Forteza / es Camp des Pou               | Monument arqueològic | Manacor                                               |                                                      | RI-51-0002370 | Carregueu una nova foto d'aquest monument |
| Cas Frasquet / Son Forteza Vell                                    | Monument arqueològic | Manacor                                               | 39° 30′ 30″ N, 3° 17′ 31″ E / 39.508450°N,3.292037°E | RI-51-0002371 | Carregueu una nova foto d'aquest monument |
| Ses Cotanes / Son Forteza Vell                                     | Monument arqueològic | Manacor                                               | 39° 30′ 26″ N, 3° 16′ 39″ E / 39.507314°N,3.277504°E | RI-51-0002372 | Carregueu una nova foto d'aquest monument |
| Cova de Son Frau                                                   | Monument arqueològic | Manacor                                               |                                                      | RI-51-0002373 | Carregueu una nova foto d'aquest monument |
| Son Galiana                                                        | Monument arqueològic | Manacor                                               | 39° 34′ 33″ N, 3° 14′ 02″ E / 39.575710°N,3.233881°E | RI-51-0002374 | Carregueu una nova foto d'aquest monument |
| Talaiot de Son Gener / es Puig Sec                                 | Monument arqueològic | Manacor                                               | 39° 38′ 48″ N, 3° 11′ 18″ E / 39.646597°N,3.188309°E | RI-51-0002375 | Carregueu una nova foto d'aquest monument |
| Cova de Son Gener                                                  | Monument arqueològic | Manacor                                               |                                                      | RI-51-0002376 | Carregueu una nova foto d'aquest monument |
| Son Grimalt                                                        | Monument arqueològic | Manacor                                               | 39° 34′ 03″ N, 3° 14′ 26″ E / 39.567596°N,3.240489°E | RI-51-0002377 | Carregueu una nova foto d'aquest monument |
| Es Bosquets / Son Josep Nou d'Abaix                                | Monument arqueològic | Manacor                                               | 39° 30′ 00″ N, 3° 16′ 58″ E / 39.499913°N,3.282696°E | RI-51-0002379 | Carregueu una nova foto d'aquest monument |
| Es Pa de Nadal / Son Mesquida                                      | Monument arqueològic | Manacor                                               | 39° 38′ 13″ N, 3° 14′ 33″ E / 39.636963°N,3.242466°E | RI-51-0002383 | Carregueu una nova foto d'aquest monument |
| Can Pintat / Can Llull / Son Moro                                  | Monument arqueològic | Manacor                                               | 39° 31′ 55″ N, 3° 19′ 03″ E / 39.531991°N,3.317385°E | RI-51-0002384 | Carregueu una nova foto d'aquest monument |
| Can Bessó / Son Moro                                               | Monument arqueològic | Manacor                                               | 39° 31′ 50″ N, 3° 18′ 24″ E / 39.530488°N,3.306569°E | RI-51-0002385 | Carregueu una nova foto d'aquest monument |
| Habitacions prehistòriques de Son Moro / Camp des Genovès          | Monument arqueològic | Manacor                                               |                                                      | RI-51-0002386 | Carregueu una nova foto d'aquest monument |
| Can Barceló / Son Moro                                             | Monument arqueològic | Manacor                                               | 39° 31′ 52″ N, 3° 18′ 24″ E / 39.531128°N,3.306688°E | RI-51-0002387 | Carregueu una nova foto d'aquest monument |
| Cova de Son Pere Andreu / Can Bonet                                | Monument arqueològic | Manacor                                               |                                                      | RI-51-0002388 | Carregueu una nova foto d'aquest monument |
| Sa Pleta / Son Ribot                                               | Monument arqueològic | Manacor                                               | 39° 36′ 57″ N, 3° 14′ 45″ E / 39.615854°N,3.245893°E | RI-51-0002391 | Carregueu una nova foto d'aquest monument |
| Es Tancat de sa Pleta / Son Ribot                                  | Monument arqueològic | Manacor                                               | 39° 37′ 18″ N, 3° 14′ 42″ E / 39.621640°N,3.245092°E | RI-51-0002392 | Carregueu una nova foto d'aquest monument |
| Son Suau Vell / na Tous                                            | Monument arqueològic | Manacor                                               | 39° 32′ 52″ N, 3° 16′ 52″ E / 39.547673°N,3.281156°E | RI-51-0002393 | Carregueu una nova foto d'aquest monument |
| Son Suau / es Noans                                                | Monument arqueològic | Manacor                                               | 39° 33′ 32″ N, 3° 16′ 59″ E / 39.558940°N,3.282936°E | RI-51-0002394 | Carregueu una nova foto d'aquest monument |
| Cas Cacos / Son Sureda Ric                                         | Monument arqueològic | Manacor                                               | 39° 37′ 40″ N, 3° 11′ 54″ E / 39.627856°N,3.198389°E | RI-51-0002395 | Carregueu una nova foto d'aquest monument |
| Talaiot de Son Sureda des Molí                                     | Monument arqueològic | Manacor                                               |                                                      | RI-51-0002396 | Carregueu una nova foto d'aquest monument |
| Son Sureda Pobre                                                   | Monument arqueològic | Manacor                                               | 39° 37′ 28″ N, 3° 12′ 23″ E / 39.624427°N,3.206302°E | RI-51-0002397 | Carregueu una nova foto d'aquest monument |
| Es Claper des Gegant / Son Sureda Ric                              | Monument arqueològic | Manacor                                               | 39° 37′ 25″ N, 3° 12′ 06″ E / 39.623534°N,3.201639°E | RI-51-0002398 | Carregueu una nova foto d'aquest monument |
| Restes prehistòriques de Son Tovell Vell                           | Monument arqueològic | Manacor                                               |                                                      | RI-51-0002399 | Carregueu una nova foto d'aquest monument |
| Sa Cova d'en Cerol / Puig de Son Tovell                            | Monument arqueològic | Manacor                                               | 39° 34′ 07″ N, 3° 19′ 39″ E / 39.568735°N,3.327577°E | RI-51-0002400 | Carregueu una nova foto d'aquest monument |
| Sa Cova des Diners / Puig de Son Tovell                            | Monument arqueològic | Manacor                                               | 39° 34′ 42″ N, 3° 19′ 44″ E / 39.578282°N,3.329019°E | RI-51-0002401 | Carregueu una nova foto d'aquest monument |
| Cova de Son Tovell Vell / Cova d'en Toni                           | Monument arqueològic | Manacor                                               |                                                      | RI-51-0002402 | Carregueu una nova foto d'aquest monument |
| Can Ranqueta / Son Vaquer d'en Ribera                              | Monument arqueològic | Manacor                                               | 39° 31′ 48″ N, 3° 07′ 32″ E / 39.529924°N,3.125503°E | RI-51-0002403 | Carregueu una nova foto d'aquest monument |
| Ca s'Heretge / Son Ferrers de n'Andreu                             | Monument arqueològic | Manacor                                               | 39° 40′ 10″ N, 3° 14′ 27″ E / 39.669403°N,3.240830°E | RI-51-0002404 | Carregueu una nova foto d'aquest monument |
| Restes prehistòriques de Sos Ferrers d'en Morei                    | Monument arqueològic | Manacor                                               |                                                      | RI-51-0002405 | Carregueu una nova foto d'aquest monument |
| Sos Ferrers Nou                                                    | Monument arqueològic | Manacor                                               | 39° 39′ 37″ N, 3° 14′ 46″ E / 39.660382°N,3.246056°E | RI-51-0002406 | Carregueu una nova foto d'aquest monument |
| Cova de Sos Promets Vell                                           | Monument arqueològic | Manacor                                               | 39° 36′ 31″ N, 3° 13′ 59″ E / 39.608673°N,3.233054°E | RI-51-0002407 | Carregueu una nova foto d'aquest monument |
| Turó fortificat de Son Bosca                                       | Monument arqueològic | Manacor                                               |                                                      | RI-51-0002412 | Carregueu una nova foto d'aquest monument |
| Ca na Bou / Bendrís                                                | Zona arqueològica    | Manacor                                               | 39° 36′ 07″ N, 3° 10′ 59″ E / 39.602005°N,3.182947°E | RI-51-0002314 | Carregueu una nova foto d'aquest monument |
| Talaiot de Bendrís Vell                                            | Zona arqueològica    | Manacor                                               | 39° 35′ 48″ N, 3° 10′ 52″ E / 39.596601°N,3.181185°E | RI-51-0002315 | Carregueu una nova foto d'aquest monument |
| Talaiot de Cala Morlanda                                           | Zona arqueològica    | Manacor                                               | 39° 33′ 30″ N, 3° 22′ 21″ E / 39.558302°N,3.372569°E | RI-51-0002318 | Talaiot de Cala Morlanda (Manacor) · Vegeu més fotos d'aquest monument · Carregueu una nova foto d'aquest monument                                |
| Cova de Cala Murada                                                | Zona arqueològica    | Manacor                                               | 39° 27′ 14″ N, 3° 16′ 40″ E / 39.453980°N,3.277873°E | RI-51-0002319 | Carregueu una nova foto d'aquest monument |
| Talaiot de Can Palouet Vell                                        | Zona arqueològica    | Manacor                                               | 39° 32′ 04″ N, 3° 15′ 01″ E / 39.534482°N,3.250260°E | RI-51-0002322 | Carregueu una nova foto d'aquest monument |
| Cova de Mendia Vell                                                | Zona arqueològica    | Manacor                                               | 39° 33′ 57″ N, 3° 15′ 29″ E / 39.565756°N,3.257934°E | RI-51-0002338 | Carregueu una nova foto d'aquest monument |
| Sa Coma Freda / Santa Cirga                                        | Zona arqueològica    | Manacor                                               | 39° 34′ 07″ N, 3° 15′ 29″ E / 39.568524°N,3.257950°E | RI-51-0002358 | Carregueu una nova foto d'aquest monument |
| Talaiot de Santa Cirga / Darrera ses Cases                         | Zona arqueològica    | Manacor                                               | 39° 34′ 12″ N, 3° 15′ 31″ E / 39.570125°N,3.258614°E | RI-51-0002360 | Carregueu una nova foto d'aquest monument |
| Es Turó des Pou / Son Joan Jaume                                   | Zona arqueològica    | Manacor                                               | 39° 31′ 35″ N, 3° 09′ 51″ E / 39.526346°N,3.164132°E | RI-51-0002378 | Carregueu una nova foto d'aquest monument |
| Cova de Son Mas                                                    | Zona arqueològica    | Manacor                                               | 39° 34′ 33″ N, 3° 13′ 57″ E / 39.575911°N,3.232589°E | RI-51-0002380 | Carregueu una nova foto d'aquest monument |
| Necròpolis de Son Mas / Baix des Camí                              | Zona arqueològica    | Manacor                                               |                                                      | RI-51-0002381 | Carregueu una nova foto d'aquest monument |
| Sa Vall de Son Macià / es Puig                                     | Zona arqueològica    | Manacor Camí de Son Vell, sa Vall de Son Macià        | 39° 30′ 56″ N, 3° 12′ 34″ E / 39.515460°N,3.209476°E | RI-51-0002408 | Sa Vall de Son Macià / es Puig (Manacor) · Carregueu una nova foto d'aquest monument                                                              |
| Es Castellot / Vista Alegre Vell                                   | Zona arqueològica    | Manacor                                               | 39° 31′ 47″ N, 3° 16′ 50″ E / 39.529727°N,3.280496°E | RI-51-0002409 | Carregueu una nova foto d'aquest monument |